# Ochraethes tulensis
Ochraethes tulensis là một loài bọ cánh cứng trong họ Cerambycidae.